# Тааз
Тааз (*д/н — 1107) — половецький хан з роду Бурчевичів.

## Життєпис
Походив з клану Кай-оба. Син хана Ясіня або його брата Гургеня. Після смерті останнього у 1082 році отримав володіння у західній частині орди, що розташовувалася у Великому Лузі. Літні пасовища їх — на річках Молочна та Утлюк. В 1103 році улуси хана Тааза розгромлені на острові Хортиця та в плавнях. Це є першою літописною згадкою про цього хана.
Відтоді став запеклим ворогом руських князівств. Брав участь у великому поході половців на Русь, проте у вирішальній битві при Сулі половці зазнали нищівної поразки, а Тааз загинув.
Улус Тааза залишився в районі Великого Луга — Хортиці — Молочної. Син Тааза, Аклан в 1117 році потрапив в полон до Володимира II Мономаха, великого князя Київського. Є версія, що мамлюкський султан Єгипту Бейбарс був нащадком Тааза. Втім це достеменно не доведено.